# 深溝藩
深溝藩（ふこうずはん）は、三河国額田郡深溝（現在の愛知県額田郡幸田町深溝）の深溝城（深溝陣屋）を居所として、江戸時代前期に存在した藩。関ヶ原の戦いの後、当地の旧領主であった深溝松平家が近世大名として復帰した。ついで入封した板倉重昌は島原の乱で戦死し、家督を継いだ板倉重矩は1639年に三河中島藩に移った。

## 歴史

### 前史
戦国期、松平氏の一族である深溝松平家が深溝を本拠とし、中島（現在の岡崎市中島町）・小美（岡崎市小美町）・保母（岡崎市保母町）などを治めていた。桶狭間の戦いの時点で当主であった松平好景は宗家の松平元康（のちの徳川家康）に従い、永禄4年（1561年）に吉良氏との善明堤の戦いで戦死した。その跡を継いだ子の松平伊忠も、天正3年（1575年）に長篠の戦いで戦死している。
伊忠の子・松平家忠は、『家忠日記』を記したことで知られる人物である。天正18年（1590年）、徳川家康の関東移封に従って松平家忠は深溝から去り、のちに下総国小見川（現在の千葉県香取市小見川）を居所として1万石を領した（小見川藩参照）。
深溝は吉田城の池田輝政、岡崎城の田中吉政らによってそれぞれ分割統治されることとなった。深溝城には輝政の家臣が入っている。

### 深溝松平家の復領

#### 立藩から廃藩まで
慶長5年（1600年）、関ヶ原の戦いの前哨戦である伏見城の戦いにおいて、松平家忠は鳥居元忠らとともに討死。家忠の子・松平忠利（19歳）が家督を継いだ。
慶長6年（1601年）、家康は忠利に常陸国内での加増を示したが、忠利は板倉勝重を介して旧領復帰を要望したため、家康は小見川を改めて三河国額田郡などで1万石を与えた。これにより深溝藩が立藩したと見なされる。『寛政譜』には「深溝西郡を居所とす」とあり、「深溝西郡藩」と記されることもある。『角川日本地名大辞典』の「深溝藩」の項目によれば、忠利は深溝城を居所としたが、宝飯郡西郡（現在の蒲郡市）にも支城があり、家臣団は両地に分散して住んでいたとある。
慶長7年（1602年）、高力正重（岩槻藩主・高力忠房の弟）が忠利の領地であった高力氏の名字の地・額田郡高力村（現在の額田郡幸田町高力）を所領とすることを要望し、これを家康が認めたことから、高力村などが高力家に引き渡される一方、替地として額田郡小美村などが藩領となった。
忠利は家康の命を受け、富士川普請、彦根城築城、矢作川普請の補助、駿府城石垣修築、名古屋城普請の補助などの役を果たした。
慶長17年（1612年）11月12日、松平忠利は三河吉田藩に3万石で加増移封された。これにより深溝藩は廃藩となった。

### 板倉氏の入封

#### 深溝松平家と板倉家
『寛政譜』によれば板倉氏はもともと小美に住して深溝松平家に従った家で、永禄4年（1561年）の善明堤の戦いでは板倉好重が松平好景とともに討死を遂げている。好重の子・板倉勝重は中島村の永安寺の住職となっていたが、家督を継いでいた弟の戦死後に還俗して徳川家に仕えたという経歴を有し、徳川家康のもとで江戸町奉行・関東郡代を務め、慶長6年（1601年）には京都所司代に就任した。
勝重の三男・板倉重昌は、慶長8年（1603年）に16歳で徳川家康に仕え、近習の出頭人として活動した。慶長14年（1609年）に山城国内で1000石を知行したが、慶長19年（1614年）7月に三河国額田郡内において1230石を加増された。この際に深溝村も板倉家領となった。なお、元和元年（1615年）の一国一城令を受けて深溝城は破却されたとされる。
重昌は元和2年（1616年）に上総・下総国内で3000石の加増を受け、家康死去の時点では5230石を領する大身の旗本となっていた。

#### 再立藩

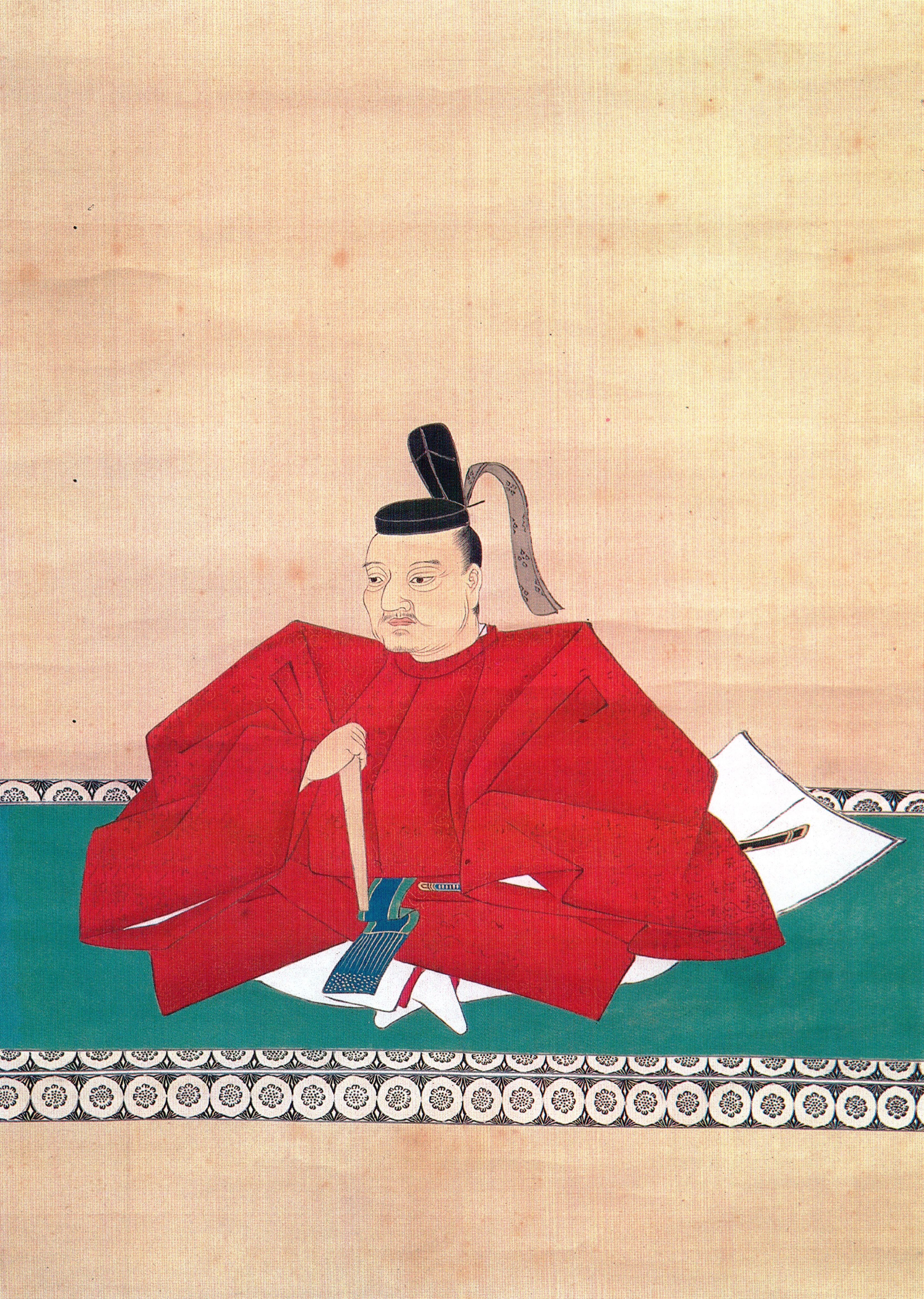
板倉重昌

寛永元年（1624年）に勝重が死去すると、兄の板倉重宗は父の遺領のうち三河国額田・幡豆・碧海3郡内の6610石を弟の重昌に分知した。これにより重昌は合計1万1850石余りを領する大名となり、深溝を居所として陣屋を構えた。これにより再び深溝藩が立藩した。寛永9年（1632年）、肥後熊本藩主・加藤忠広改易に伴う九州地方の大名の領地替え（肥後熊本に細川忠利、肥後八代に細川忠興（三斎）、豊前小倉に小笠原忠真、豊前中津に小笠原長次、豊後杵築に小笠原忠知、豊後高田藩に松平重直が、それぞれ移封された）に際して城引き渡しの役を担った。
慶長10年（1605年）に矢作川の河道変更が行われ、矢作古川・広田川の氾濫原における新田開発が進んだことを受けて、寛永10年（1633年）に検地を実施し、知行高1万5000石が幕府に公認された。寛永11年（1634年）には徳川家光の上洛に同行し、そのまま京都から派遣されて松平直政（信濃松本藩から松江藩に移封）に城地を引き渡す役を果たした。

#### 島原の乱と廃藩
寛永14年（1637年）に島原の乱が発生すると、11月9日に重昌は反乱討伐の上使に任じられた。翌寛永15年（1638年）正月1日に原城に対する総攻撃を行い、51歳で戦死した。
重昌の陣中には嫡子の板倉重矩も同行していた。重矩は父の弔い合戦として、2月28日の最後の総攻撃において細川忠利の仕寄場で自ら槍をとり、戦功を挙げたという。しかし戦後に重矩は軍令違反を咎められて逼塞処分を受け、同年12月晦日に至って赦された。重矩の家督相続は翌寛永16年（1639年）6月15日に至って認められた。重矩は父の遺領1万5000石のうち、深溝村を含む5000石を弟の板倉重直に分知し、自らは1万石を継承して居所を中島に移した。これにより深溝藩は廃藩となり、三河中島藩が立藩したとされる。
深溝村は重直系の旗本板倉家領として幕末まで続いた。

## 歴代藩主

### 深溝松平家
1万石。譜代。
1. 松平忠利（ただとし）

### 板倉家
1万5000石。譜代。
1. 板倉重昌（しげまさ）
2. 板倉重矩（しげのり）

## 領地

### 分布と変遷

#### 深溝松平家時代の領地
慶長6年（1601年）の領知目録によれば、藩領は以下の通り。
- 三河国
  - 額田郡のうち - 8か村
    - 深溝村、芦谷村、高力村、大草村、岩堀村、鷲田村、坂崎村、長嶺村

  - 幡豆郡のうち - 1か村
    - 桐山村

  - 宝飯郡のうち - 10か村
    - 三谷村、牧山中村、坂本村、水竹村、清田村、不相小江村、西迫村、五井村、平田村、蒲形村

慶長7年（1602年）、幡豆郡高力村・大草村を高力家に譲り、代替地として額田郡小美村・上地村が領地に加えられた。

#### 板倉家時代の領地
寛永2年（1625年）の領知目録によれば、藩領は以下の通りで、合計1万1861石余であった。
- 三河国
  - 額田郡のうち - 3か村（1672石余）
  - 碧海郡のうち - 2か村（984石余）
  - 幡豆郡のうち - 11か村（5250石余）
- 山城国
  - 久世郡のうち - 3か村（775石余）
  - 相楽郡のうち - 2か村（199石余）
  - 綴喜郡のうち - 1か村（25石）
- 上総国
  - 山辺郡のうち - 4か村（843石余）
  - 埴生郡のうち - 1か村（156石余）
- 下総国
  - 葛飾郡のうち - 1か村（2000石）

矢作川の河道変更に伴う新田開発により7か村が成立し、寛永10年（1633年）には三河国における検地により4150石余の改出高が出た。寛永10年（1633年）での三河国における藩領は以下の通り。
- 三河国
  - 額田郡のうち - 3か村
    - 土呂村、永井村、深溝村

  - 碧海郡のうち - 4か村
    - 中島村、高畑村、中新屋村、館出村

  - 幡豆郡のうち - 15か村
    - 永良村、尾花村、高川原村、和気村、大和田村、見吹村、室村、家武村、平原村、須美村、下六栗村、六栗村、江原村、駒場村、岡島村

### 地理

#### 深溝：深溝松平家の故地

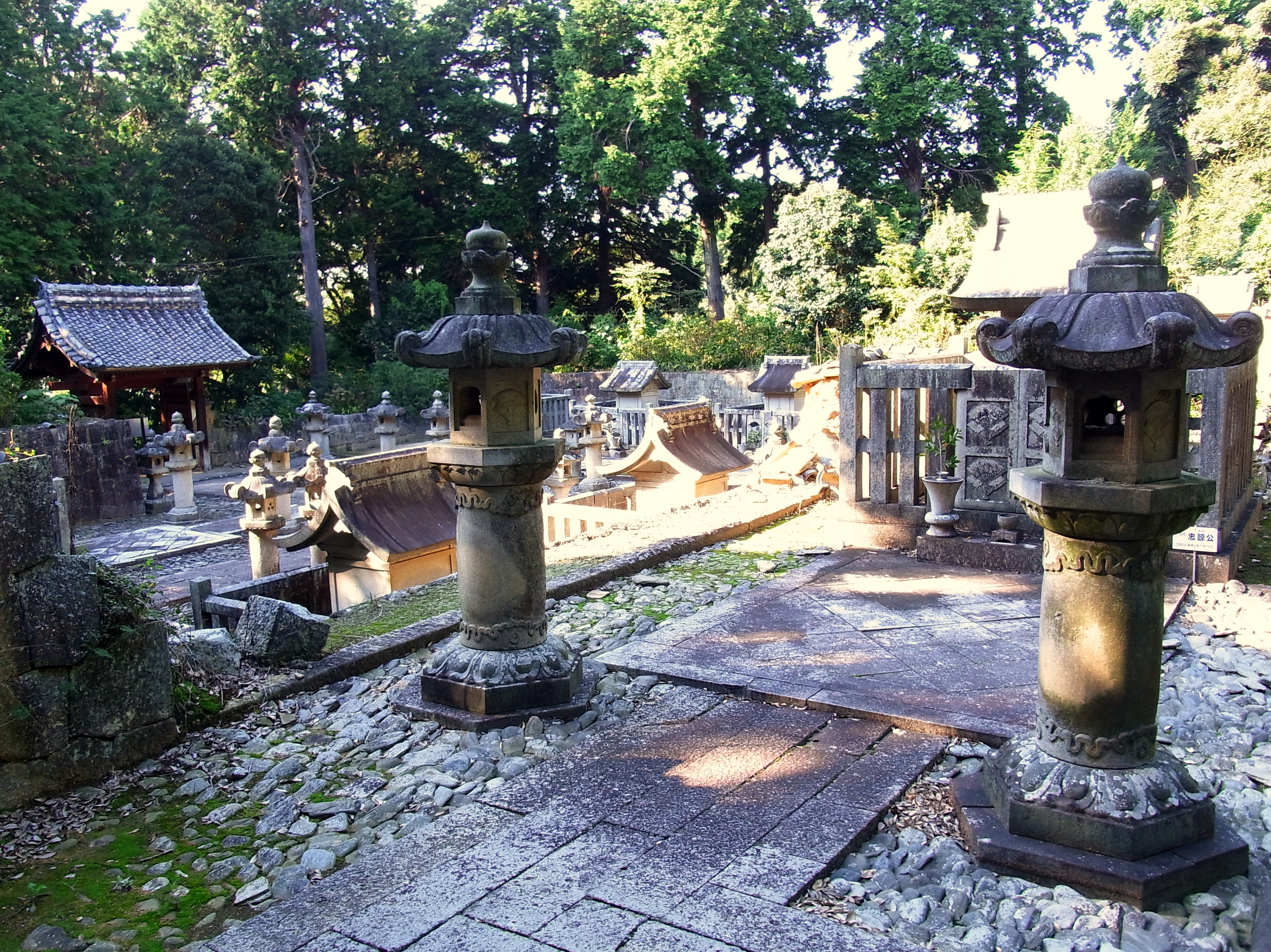
深溝本光寺の「島原藩主深溝松平家墓所」（国史跡）。深溝松平家当主の墓所がある。

松平忠利の子・松平忠房は数度の転封を経て、寛文9年（1669年）に肥前島原藩主となる（前領主は高力氏）。深溝松平家は島原藩主として幕末・廃藩置県を迎える。
深溝の本光寺は、深溝松平家初代・松平忠定が菩提寺として建立したと伝えられる。江戸時代、本光寺は深溝村に残存した寺と、深溝松平家の移封に帯同した寺との2つに分かれた。このため、長崎県島原市にも本光寺がある。深溝松平家の当主は、遺骸を発祥地である深溝の本光寺に埋葬した。

#### 西郡
深溝松平家は「深溝・西郡」を居所としたとされる。「西郡」は中世には宝飯郡西部の三河湾岸一帯を指しており、戦国期には上ノ郷城を本拠とした鵜殿氏一族の支配領域を指すようになった。
慶長17年（1612年）、三河吉田藩主であった松平忠清（竹谷松平家）が無嗣のまま没して改易となり、代わって深溝藩主・松平忠利が吉田藩に移封された。深溝村を含む額田郡・幡豆郡の諸村は幕府領となったが、宝飯郡10か村については、忠清の弟・松平清昌に与えられた。清昌は蒲形村に陣屋を構え、その陣屋町はのちに「西郡町」と呼ばれるようになる。清昌の系統は5000石の交代寄合として存続している（西郡松平家）。

## 備考
- 愛知県額田郡幸田町と長崎県島原市は、2017年（平成29年）10月11日に姉妹都市提携を結んだ[16]。深溝藩主・板倉重昌が島原の乱に派遣されたこと[16]、島原の乱後に島原に入封して復興を担った高力忠房も幸田町高力にゆかりがあること[16]、高力氏の改易後に深溝松平家が島原に入封して以後長く治めたこと[16]といった縁がある。